# Štiavnické Bane
Štiavnické Bane es un municipio situado en el distrito de Banská Štiavnica, en la región de Banská Bystrica, Eslovaquia. Tiene una población estimada, en noviembre de 2024, de 839 habitantes.

## Demografía
| Año        | 1994 | 2004    | 2014    | 2024    |
| ---------- | ---- | ------- | ------- | ------- |
| Población  | 841  | 773     | 836     | 839     |
| Diferencia |      | −8,08 % | +8,15 % | +0,35 % |

| Año        | 2023 | 2024    |
| ---------- | ---- | ------- |
| Población  | 832  | 839     |
| Diferencia |      | +0,84 % |